# Massimo Savić
Massimo Moreno Savić (Pula, 6. lipnja 1962. – Zagreb, 23. prosinca 2022.), bio je hrvatski glazbenik i pjevač. Najprije je postao popularan 1980-ih sa svojim bendom "Dorian Gray", a potom je započeo uspješnu solo karijeru. Dobitnik je pet Porina za najbolju mušku vokalnu izvedbu, 2004. – 2007. te 2012. godine. 
Godine 2013. Massimov koncert povodom trideset godina karijere rasprodao je Amfiteatar u Puli. Gostovali su Vlado Kreslin, Neno Belan i Nina Badrić, a koncert je izravno prenosila i Hrvatska radiotelevizija. Bio je jedan od sudaca u talent show-u X Factor Adria. 
Massimo je preminuo od raka pluća u Kliničkom bolničkom centru "Sestre milosrdnice" u Zagrebu, 23. prosinca 2022. u 60. godini života.

## Životopis
Massimo je rođen u Puli, 6. lipnja 1962. Njegovi roditelji Elda i Serđo upoznali su se u zagrebačkoj bolnici "Rebro" kada je njegov otac došao na operaciju oka. Serđo je iz sela Tulež kod Aranđelovca, a Elda je Talijanka iz Raše kod Labina. Živjeli su u Raši sve do Massimove treće godine kada su mu se roditelji razveli, pa se s majkom preselio u Aversu pokraj Napulja. Živeći s djedom Giovannijem i bakom Annom, bio je okružen stričevima i tetkama, a najviše vremena provodio je s najmlađom tetom Eleonorom. Uz nju je naučio pjevati talijanske narodne pjesme. Kad mu je bilo šest godina, otac mu je umro od leukemije. Nakon toga Massimo se s majkom vratio u Istru. Četiri godine kasnije skrasili su se u Milanu, a potom su se preselili u Australiju. Pohađao je osnovnu školu Bellevue Hill u Sydneyu. Tamo je završio peti i šesti razred, te se ponovno vratio u Istru. Nastavio je školovanje i bio odličan učenik. No, upao je u loše društvo, a samo ga je sreća spasila od odlaska u popravni dom zbog sudjelovanja u pokušaju pljačke supermarketa. Zahvaljujući socijalnoj radnici, Massimo je uspio izaći na pravi put te je studiranjem i radom preko student-servisa kupio svoju prvu električnu gitaru. 
Od malih je nogu ministrirao u župnoj crkvi u rodnoj Puli, gdje je note učio od don Marija koji je imao veliku ulogu u prepoznavanju Massimove muzikalnosti. Srednju školu pohađa i završava u Zagrebu gdje i započinje njegova glazbena karijera. 
Godine 1983., kao vođa legendarne new wave / synth-pop grupe Dorian Gray izdaje prvi album – Sjaj u tami, te dvije godine kasnije drugi album Za tvoje oči. Grupa se proslavila ponajviše zahvaljujući fenomenalnom prepjevu grupe Walker Brothers The sun ain't gonna shine anymore, ali i upečatljivom glasu Massima Savića. 
Na žalost, članovi sastava tih su godina eksperimentirali s drogom.  Oni su na to gledali s umjetničke strane „kao na poticaj za stvaranje glazbe“. Sastav se raspao 1986. zbog novčanih problema. Naime, članovi u Švedskoj potrošili su dva i pol puta više dana snimanja od onoga što je Jugoton bio spreman platiti te su tražili od sastava da ostatak potrošenih sati plate iz svoga džepa. Menadžer Marijan Crnarić uspio je dogovoriti 42 koncerta po bivšoj Jugoslaviji što je članovima sastava bilo dovoljno da zarade jedino za dnevnice, dok je ostatak zarade otišao na pokrivanje duga Jugotonu. Sastav se na kraju raspao zbog besparice i međusobnih optuživanja.
Kao vokalni solist nastupa na tri natjecanja Jugovizija, prednatjecanju za Pjesmu Eurovizije i to 1987., 1989. i 1990. gdje ostvaruje jako zapažene rezultate, dvaput 2. mjesto te jedno 8. mjesto.
Nakon razlaza grupe započinje uspješnu samostalnu karijeru i objavljuje četiri albuma u suradnji sa Zrinkom Tutićem. Slijedi zaokret u karijeri i art pop i rock projekti poput albuma na engleskom jeziku Elements ili vokal u grupi Metal Guru, uz istovremeno objavljivanje petog albuma u suradnji s Tutićem – Benzina 1995. godine. Upravo u vrijeme zenita hrvatske "dance" glazbe otpjevao je jedan od najduhovitijih hitova Benzina, a da nije iznevjerio fanove, već je u isto vrijeme dobio i nove. 
Godine 1996. sudjeluje na izboru za pjesmu Eurovizije Dora te ostvaruje 12. mjesto s pjesmom Kao More.
Nakon pet godina stanke, izvanredni pjevač koji je nebrojeno puta zadužio hrvatsku glazbenu scenu, objavljuje novi album jednostavna naslova Massimo, a potom su uslijedili hvaljeni albumi Vještina i Vještina 2 koji su Massima vratili u sam vrh hrvatske mainstream pop-rock glazbe. Glumio je u 18 epizode 3. sezone Naša mala klinika kao Silvestar.
Nakon više nominacija, godine 2004. napokon dobiva diskografsku nagradu Porin u kategoriji najbolje muške vokalne izvedbe. Uspjeh je ponovio i sljedeće dvije godine. Također je te 2004. nastupio u Dori sa ženskim duom Meritas s pjesmom "Odjednom ti".
Na natjecanje Dora ponovno dolazi 2006. godine s pjesmom Tu na mojim rukama i ostvaruje još jedan zapaženi rezultat, ovoga puta bio je 4.
Nakon hvaljenih albuma "Vještina I" i "Vještina II", Massimo je 2008. godine objavio svoj novi album pod nazivom "Sunce se ponovo rađa". Ovdje je pak naglasak bio na vlastitim pjesama, iako smo i na ovom diskografskom izdanju mogli naći i neke obrade kao što je bila pjesma "Traži me" za koju je tekst napisao Arsen Dedić, a pjesma je bila obrada hita "Cercami" Renata Zera. No, na ovom albumu nalaze se veliki vlastiti Massimovi hitovi poput pjesama "Indija", "Bilo gdje" ili dueta s Nenom Belanom u pjesmi "Zar više nema nas". 
Nakon toga, Massimo je 2010. objavio duet s Arsenom, a otpjevali su pjesmu Gustava Krkleca "Za jednom kapi čistoga života." 
Sredinom 2011. godine, Massimo objavljuje ogroman hit "Iz jednog pogleda", čiji je tekst i glazbu napisao Predrag Martinjak. Ovo je bila prva suradnja između Massima i Peggyja koja traje još i dan danas, a proizvela je mnoštvo hitova. Pjesma "Iz jednog pogleda" doživjela je ogroman uspjeh te danas ima čak preko 12 milijuna pregleda na YouTubeu. Ovom pjesmom Massimo je najavio rad na novom albumu. Taj album objavljen je krajem te iste godine pod nazivom "Dodirni me slučajno". Mnogi ovaj album nazivaju jednim od najboljih Massimovih albuma ikada, a proizveo je hitove poput već spomenute pjesme "Dodirni me slučajno" koju je napisao i uglazbio Dino Muharemović, "Sretan put" i "Krug u žitu", za koje je zaslužan ranije spomenuti Predrag Martinjak, "Tišina" za čiji je tekst i glazbu odgovoran Sandro Bastiančić te "Gdje smo sad" čiji je tekst napisala Massimova supruga Eni Kondić. Uz Massima i band, za ovaj album zaslužna su četiri producenta s kojima je Massimo radio – Nikša Bratoš, Predrag Martinjak, Ivan Popeskić i Ante Gelo. 
Massimo je pritom tijekom 2012. i 2013. rasprodavao koncerte diljem regije, poput onih za Valentinovo u Tvornici kulture, ili onih u Srbiji u Sava Centru. 
Godine 2013. Massimo najavljuje koncert svog života, a to je bio onaj u areni u Puli. Pritom objavljuje još jedan hit pod nazivom "Suze nam stale na put", na tekst i glazbu Predraga Martinjaka. Koncert u Puli održao se 17.8.2013. i Massimo ga je i sam nazvao jednim od najznačajnijih koncerata svog života. Tijekom 2013. Massimo je još imao brojne koncerte, a neki od njih su bili i na Beer Festu u Beogradu te na Špancirfestu u Varaždinu. 
Godine 2014. Massimo odlučuje prenijeti svoje valentinovske koncerte u malu dvoranu Doma sportova, ali zbog velike zainteresiranosti publike koncert je ipak održan u velikoj dvorani. 
Krajem 2014. godine Massimo objavljuje novi singl "Ispod nekog drugog neba" kojim je najavio novi album. Krajem siječnja 2015. godine Massimo je taj album i objavio pod nazivom "1 dan ljubavi". Album je sadržavao brojne hitove poput već spomenute "Suze nam stale na put", "1 dan ljubavi" također od Predraga Martinjaka, "Kladim se na nas" i Ne dam grijehu na tebe", sarajevskog autora Amila Loje, "Ostani tu", "Zemlja zove oblake" itd. Za ovaj album zaslužna su tri producenta – Nikša Bratoš, Predrag Martinjak te Ivan Popeskić. Na albumu je gostovao i poznati svjetski gitarist i autor, poznatiji kao član benda Petera Gabriela. Rhodes je odsvirao gitare na 5 pjesama s albuma. Album je opet postigao veliki uspjeh. Nakon izdavanja albuma nastupili su brojni koncerti: Dom sportova u Zagrebu, Sava Centar u Beogradu, Split, Sarajevo, Tuzla, Ljubljana, Opatija, Šibenik na Tvrđavi sv. Mihovila, Zadar itd. 
Godine 2016. Massimo za Valentinovo rasprodaje čak tri koncerta u dvorani "Vatroslav Lisinski", a potom rasprodaje i Sava Centar. Za Dan žena nastupa u Splitu u dvorani Gripe, održava turneju u Srbiji, ponovno nastupa na Beer festu, održava još i koncerte u Sarajevu, Varaždinu, Rijeci, Bihaću, a nastupa i izvan regije, u Švedskoj. Krajem 2016. Massimo objavljuje novi singl "1000 ljudi" te najavljuje rad na novom albumu. U lipnju 2017. godine Massimo objavljuje hit "Neka ti plove brodovi", koji će se također na novom albumu koji bi se trebao objaviti početkom 2018. godine. Tijekom 2017. godine, Massimo je ponovno nastupao širom regije, poput koncerata u Nišu, Čačku, Kragujevcu, dva koncerta u Sava Centru u Beogradu, Novom Sadu, Sarajevu, Bihaću, Tuzli, Banja Luci, ali i u samoj Hrvatskoj – u Dubrovniku, Trogiru, Osijeku, Zagrebu, Solinu, Makarskoj, Vukovaru itd. 
Najavljeno je kako će Massimo po prvi put održati koncert u Spaladium Areni u Splitu i to za Valentinovo 14. veljače 2018. godine. Gosti su bili bend Vatra s kojim je Massimo snimio pjesmu "Nama se nikud ne žuri" koja je bila izvedena uživo prvi put upravo na tome koncertu.
Krajem svibnja 2018. Massimo objavljuje novi studijski album naziva 'Sada'. Album sadrži 14 pjesama, uključujući tri prethodno objavljene pjesme – Nama se nikud ne žuri, Neka ti plove brodovi i 1000 ljudi, te 11 novih pjesama. Massimo je na albumu surađivao s nekim stalnim autorima poput Predraga Martinjaka, Amila Loje, Dade Pastuovića i Sandra Bastiančića, a za novi album pjesme su još napisali i Nihad Voloder, Sergej Ćetković, Damir Arslanagić te Bruno Kovačić. Od aranžera i producenata na albumu su sudjelovali Nikša Bratoš, Predrag Martinjak i Ivan Popeskić. Cover albuma odradio je Walter. 
Izdavanjem albuma Massimo je objavio i novi singl 'Lice varalice' autora Bruna Kovačića. Do kraja godine objavljuje još dva singla s novog albuma. Prvi je Ne ostavljaj me tu, autora Predraga Martinjaka. Drugi je stigao u 12. mjesecu, a riječ je o pjesmi Nisam spreman koju je za Massima napisao popularni crnogorski kantautor Sergej Ćetković. Pjesma je i prije službenog izlaska stekla status hita budući da su je Sergej i Massimo izvodili na nekoliko koncerata zajedno, a Massimo ju je odavno uveo u svoj koncertni repertoar. 2018. godina je za Massima bila vrlo radna, ponajprije ljeto na kojem je održao gotovo 30 koncerata. Nastupio je gotovo svugdje, od Bedem Festa u Nikšiću, preko rasprodane Ljetne pozornice u Opatiji, dva rasprodana Mihovila u Šibeniku, rasprodanog Kaštela u Puli, Celja, Karlovca, Petrinje, Aranđelovca, Dubrovnika, Biograda na Moru i još mnogih drugih, a sve je zaključeno velikim koncertom na zagrebačkoj Šalati. 
Prva polovica 2019. godine protekla je u znaku nagrada među kojima su i nagrada za koncert godine prema izboru slušatelja Naxi radija. Riječ je o koncertu koji je Massimo ranije ove godine imao u Sava Centru u Beogradu. Tu je i nagrada Porin za vokalnu suradnju s grupom Vatra u pjesmi 'Nama se nikud ne žuri. Ista ta pjesma proglašena je najslušanijom pjesmom 2018. godine kada su u pitanju radijske i TV postaje. Tijekom ove godine, Massimo je nastavio promovirati svoj aktualni album 'Sada' objavivši pjesme 'Znam' i 'Jedan potez previše' kao radijske i televizijske singlove. Massimo se spotom za pjesmu 'Jedan potez previše' oprostio od Kina Europa koje je samo dan nakon snimanja tog spota zatvorilo svoja vrata. 
Godina 2019. bila je vrlo značajna za Massima po tome što je odlučio proslaviti 15. obljetnicu od izlaska prvog albuma 'Vještina' iz 2004. godine. Proslavio je to s turnejom koncerata pod nazivom 'Vještina Boutique' zbog toga što su se koncerti održavali u kazališnim dvoranama. Održao je koncerte u pet hrvatskih gradova – Karlovcu, Čakovcu, Slavonskom Brodu i Osijeku, a kruna turneje bio je trodnevni maraton koncerata u Kazalištu Gavella gdje je Massimo i promovirao svoje dvije 'Vještine' već sada davne 2006. godine. Uz ove koncerte u Hrvatskoj, turneja je još obuhvatila i Srbiju s dva koncerta u Beogradu. 
Massimo se više puta okušao i kao mentor, odnosno član žirija u pjevačkim showovima. Prvi put je to napravio 2015. kada je bio član žirija u RTL-ovom X Factoru. Dvije godine kasnije Massimo je još jednom sjeo u žirijevske stolice na RTL-u, no ovog puta u Zvijezdama. 2019. godine Massimo je postao jednim od mentora na hrvatskoj inačici svjetski poznatog projekta The Voice.

## Diskografija
- Dorian Gray – Sjaj u tami (Jugoton, 1983.)
- Dorian Gray – Za tvoje oči (Jugoton, 1985.)
- Stranac u noći (Jugoton, 1987.)
- Riječi čarobne (Jugoton, 1988.)
- Muzika za tebe (Jugoton, 1989.)
- Zemlja plesa (Jugoton, 1990.)
- Elements (Helidon, 1992.)
- Metal Guru – Body, Energy & Emotions (Labin Art Express, 1993.)
- Benzina (Croatia Records/Tutico, 1995.)
- Metal Guru – Hero in 21st Century (Labin Art Express, 1998.)
- Massimo (Aquarius/Multimedia Records, 2003.)
- Vještina (Aquarius/Multimedia Records, 2004.)
- Massimo – Zlatna kolekcija (Croatia Records, 2004.)
- Apsolutno Uživo – live Iz Kluba Aquarius (Aquarius, 2005.)
- Vještina 2 (Aquarius, 2006.)
- Sunce se ponovo rađa (Aquarius, 2008.)
- Dodirni me slučajno (Aquarius, 2011.)
- 1 dan ljubavi (Aquarius, 2015.)
- Sada (Aquarius Records, 2018.)

## Filmografija

### Televizijske uloge
- "Najbolje godine" kao pjevač (2009.)[6]
- "Bitange i princeze" kao klijent #1 (2009.)
- "Naša mala klinika" kao anđeo Silvestar (2006.)

### Sinkronizacija
- "Priča o igračkama, 3, 4" kao solist "Ja tvoj sam prijatelj (2010. – 2019.)
- "Kralj lavova" (2003.)
- "Pauk nije Bauk" (1991.)

## Nagrade i priznanja
- Porin za najbolju mušku vokalnu izvedbu:
  - 2004. za izvedbu Znam zašto te osjećam
  - 2005. za izvedbu skladbe Bacila je sve niz rijeku
  - 2006. za izvedbu skladbe Ne plači (live)
  - 2007. za izvedbu skladbe Da mogu
  - 2012. za izvedbu skladbe Iz jednog pogleda
  - 2013. za izvedbu skladbe Canzone Per Te
  - 2014. za izvedbu skladbe Suze nam stale na put
  - 2015. za izvedbu skladbe Ispod nekog drugog neba
  - 2016. za izvedbu skladbe 1 dan ljubavi
- 2023. – Porin za životno djelo (posmrtno)[7]

## Vanjske poveznice
- Massimo Savić službena web stranica  Arhivirana inačica izvorne stranice od 12. travnja 2019. (Wayback Machine)
- Aquarius Records  Arhivirana inačica izvorne stranice od 14. lipnja 2006. (Wayback Machine)
- LZMK / Proleksis enciklopedija: Savić, Massimo
- HDS ZAMP / Baza autora: Massimo Savić
- Massimo Savić na Discogsu